# Streptopelia
Streptopelia è un genere di uccelli colombiformi della famiglia dei Colombidi, sottofamiglia Columbinae, noti in italiano come tortore.

## Tassonomia
Comprende le seguenti specie:
- Streptopelia turtur (Linnaeus, 1758) - tortora selvatica
- Streptopelia lugens (Rüppell, 1837) - tortora fosca
- Streptopelia hypopyrrha (Reichenow, 1910) - tortora di Adamawa
- Streptopelia orientalis (Latham, 1790) - tortora orientale
- Streptopelia bitorquata (Temminck, 1809) - tortora dal collare insulare
- Streptopelia decaocto (Frivaldszky, 1838) - tortora dal collare orientale
- Streptopelia roseogrisea (Sundevall, 1857) - tortora dal collare africana
- Streptopelia reichenowi (Erlanger, 1901) - tortora dal collare alibianche
- Streptopelia decipiens (Hartlaub & Finsch, 1870) - tortora piangente africana
- Streptopelia semitorquata (Rüppell, 1837) - tortora occhirossi
- Streptopelia capicola (Sundevall, 1857) - tortora dal collare del Capo
- Streptopelia vinacea (Gmelin, JF, 1789) - tortora vinata
- Streptopelia tranquebarica (Hermann, 1804) - tortora dal collare asiatica

Principali specie viventi sul territorio italiano sono la tortora selvatica (Streptopelia turtur) e la tortora orientale dal collare (Streptopelia decaocto).